# Siscia
Siscia je ime rimskoga grada na mjestu današnjega Siska.

## Povijest
U 4. stoljeću prije Krista u ovo područje provaljuje pleme keltsko-iliriziranih Skita pod imenom Jasi, te se miješaju s većinskim ilirskim starosjediocima 
Breucima (kasnije odjeljak zvan Kolapijani), a zajedničkom naselju daju svoje ime - Segestica (pod utjecajem keltsko-ligurske kulture), stanovnici naselja prihvaćaju naziv Segestani (grč. Segestanoi).
Čini se da je ovaj grad, smješten s desne obale Kupe, tada bio najveći grad zapadnog dijela Panonske nizine. 
Kao glavno trgovinsko središte u to vrijeme uz Segestane, obilaze trgovci u manjem broju iz obližnjih ilirsko-keltskih plemena Oserijata, 
Varcijana i Latobica te sudjeluju u njegovom razvoju.
Rimljani su u više navrata pokušavali osvojiti Segesticu (156. i 119. god. pr. Kr.), no to ima je pošlo od ruke tek 35. pr. Kr., kad mladi Oktavijan, koji će kasnije postati rimski car Oktavijan August, nakon jednomjesečne opsade, s vojskom od 12.000 ljudi, osvaja keltsko-ilirski grad, a s lijeve obale Kupe osniva rimski vojni logor - Sisciju. Ubrzo u vojni logor smješta 25 kohorti (pente kai eikosi speirôn) pod zapovjedništvom Fufija Gemina . Ovaj je logor je u svom početku bio osnovan za obuku pješačke pomoćne snage, odnosno rimskih "Ala" jedinica, koje su slane na rimske limes u naselja zvana horreum koji su djelovale zajedno sa konjičkim eskadronima (najpoznatija sa prostora Panonije i Dalmacije je bila Auxilia Herculensia et Equites Dalmatae u Castra ad Herculem). Ovaj je logor, utvrđen zidinama s četiri vrata, ubrzo dobio status grada, a njegov je zemljopisni položaj pridonio jačanju vojnog, prometnog i upravnog značenja toga urbanog središta, a osobito razvoju trgovine i obrta. Područje rimske Siscije se proteže do antičke Andautonije (današnje Šćitarjevo kraj Zagreba) na zapadu i do Dubice na istoku. Rimska Siscia postaje također i Tiberijevo uporište u doba panonsko-delmatskog ustanka. Car Vespazijan je kolonizirao antičku Sisciju (dedukcija ravenske flote Classis praetoriae). Tada je uvrštena u tribus Qvirina, te po gentiliciju dinastije Flavijevaca dobiva naziv Colonia Flavia Siscia. Za Domicijanovih ratnih pohoda protiv čuvenih Delmata i Dačana, postaje poprište velikog prometa, jer je Siscia bila prometnicama povezana preko Emone s Akvilejom na zapadu, Sirmiumom na istoku, te sa Salonom preko Savariae na jugu. Za vladanje 
Septimija Severa Siscia dobiva naziv Colonia Septimia Siscia Augusta.
Rimska je Siscija imala luku na Kupi koja je bila sjedište Classis Flavia Pannonica, pretpostavka da su najvećim brojem u njoj služili Liburni. Od sredine 3. stoljeća, za vrijeme cara Galijena, i kovnicu novca koji se koristio na čitavom području prostranog Rimskog Carstva (nekoliko je primjeraka novca kovanog u Sisciji nađeno čak u Palestini), jer su ga obično koristile vojne postrojbe. Na čelu kovnice novca u Siciji je stajao procurator monetae Sisciane. Kovnicu novca su koristili samostalno i rimski uzurpatori poput Sabin Julijana.
Siscia kao gradska uprva također postaje sjedište prefekta, carskog ureda za ubiranje poreza i upravom delmatsko-panonskih rudnika srebra. Usto, uz obalu Kupe bile su smještene i terme. Također se na području antičke Siscije pretpostavlja postojanje javnih građevina namijenjenih za zabavu stanovništva, kao što su primjerice teatar i amfiteatar. Urbanističku shemu rimske Sicije upotpunjuju ostaci vodovoda i nekropola ubiciranih izvan obrambenih zidina grada.
Arheološka istraživanja s kraja 20. i početka 21. stoljeća donijela su na vidjelo i dijelove gradskih zidina, osobito njihov krajnji sjeverni i južni dio. Iz toga su razdoblja poznati tlocrti mnogih građevina koje se nalaze ispod današnjeg središta grada, a u Gradskom muzeju, kao i u privatnim zbirkama Siščana mogu se naći brojne kovanice, geme i »rimske cigle«, kao i dijelovi keramičkih posuda.
U doba cara Dioklecijana, rimska provincija Panonija podijeljena je 297. na četiri dijela, a Siscija postaje glavnim gradom provincije Pannonia Savia (Savska Panonija).

### Siscija za vrijeme rimskih federata
Ugovorom 432. godine između istočnog cara Teodozija II., pošto se Zapadno Rimsko Carstvo odreklo ove provincije, i vojvode Aecija ugovoreno je da Savia pripadne Aeciju. U Panoniju provaljuju 
Huni s njihovim vazalskim plemenima Alana i
Ostrogota koje su predvodili braća (po rodbinskim vezama) Valamir, Videmir i posljednji 
Theodemir, koji je bio oženjen kršćankom Ereleuvom i slabljenjem Huna potpisao ugovor sa Leonom I..
Svevi (Suavi) jedno od germanskih plemena naseljenih na području oko Siscije, kojima je vladao kralj Hunimund (dux ili rex Suavorum) saveznik Gepida protiv Huna i saveznik Skira protiv Ostrogota, doživjeli su poraz od Theodimira zbog konstantnih pljačkih pohoda na području Dalmacije, no ubrzo kasnije Theodimir im dopušta naseljavanje njihovih starih naseljenih područja pod Ostrogotskom vlasti.
Istočno carstvo 455.godine dopušta Ostrogotima da se tu nasele kao federati, gdje se kao vladar Savske Panonije i Siscije spominje Teodorika kralja Ostrogota (između 507. i 511.) i kasnije gotskog comesa (namjesnik Dalmacije i Savije) Osuina (526.).
U turbulentnim događanjima tih vremena sve se manje spominje ova provincija, a posljednja spominjanja Savske Panonije i Siscije se javlja 530. godine na crkvenom skupu u Saloni, kao njenog predstavnika biskupa Ivana (Johannes), a tri godine kasnije opet na koncilu pojavljuje se novi biskup Siscije Konstancija (Constantius). Još jedno spominjanje 546.godine Longobardskog kralja Audoin dok je radio kao regent u ime maloljetnog Vakonovog sina u Savskoj Panoniji, Langobardi su također bili naseljeni na ovo područje kao federati u vrijeme cara Justijana. Zanimljivo da je sama Siscija kao središte Savske Panonije prvenstveno Ostrogotima,a potom Longobardima bila izričito zanimljiva zbog arijanskog oblika 
krsćanske crkve.
U 4. stoljeću počeo je blijediti sjaj Siscije, a nakon propasti Rimskog Carstva potpuno je zapuštena, prolascima, prolascima Huna, Gota, Longobarda, Avara i drugih plemena.
Oko 600. grad su razarali Avari i 
Slaveni, ali se život ipak nastavio tijekom VI. i VII. st., o čem svjedoče bizantski i avarsko-slavenski nalazi. U IX. st.